# Saint-Jean-Poutge
Ne doit pas être confondu avec Saint-Jean-Poudge.
Pour les articles homonymes, voir Saint-Jean.
Saint-Jean-Poutge (Sent Joan Potge en gascon) est une commune française située dans le centre du département du Gers en région Occitanie. Sur le plan historique et culturel, la commune est dans le Pays d'Auch, un territoire céréalier et viticole qui s'est également constitué en pays au sens aménagement du territoire en 2003.
Exposée à un climat océanique altéré, elle est drainée par la Baïse et par divers autres petits cours d'eau. La commune possède un patrimoine naturel remarquable composé d'une zone naturelle d'intérêt écologique, faunistique et floristique.
Saint-Jean-Poutge est une commune rurale qui compte 310 habitants en 2022. Elle fait partie de l'aire d'attraction d'Auch. Ses habitants sont appelés les Saint-Jean-Poutgeois ou  Saint-Jean-Poutgeoises.
Le patrimoine architectural de la commune comprend un immeuble protégé au titre des monuments historiques : le château de Herrebouc, inscrit en 1926.

## Géographie

### Localisation
Saint-Jean-Poutge est une commune de l'aire d'attraction d'Auch située Gascogne dans le centre du département du Gers sur la Baïse.

### Communes limitrophes
Saint-Jean-Poutge est limitrophe de cinq autres communes.
Les communes limitrophes sont Biran, Caillavet, Jegun, Saint-Paul-de-Baïse et Vic-Fezensac.
|              | Saint-Paul-de-Baïse |       |
| Vic-Fezensac | Saint-Jean-Poutge   | Jegun |
| Caillavet    | Biran               |       |

### Géologie et relief
La superficie de la commune est de 1080 ha ; son altitude varie de 105  à   225 mètres.
La commune s'étend essentiellement dans la vallée de la Baïse, sur les premiers contreforts des collines de la rive gauche et plus largement sur celles de la rive droite avec un point culminant de 225 mètres à Taillefer.
Saint-Jean-Poutge se situe en zone de sismicité 1 (sismicité très faible).

### Hydrographie

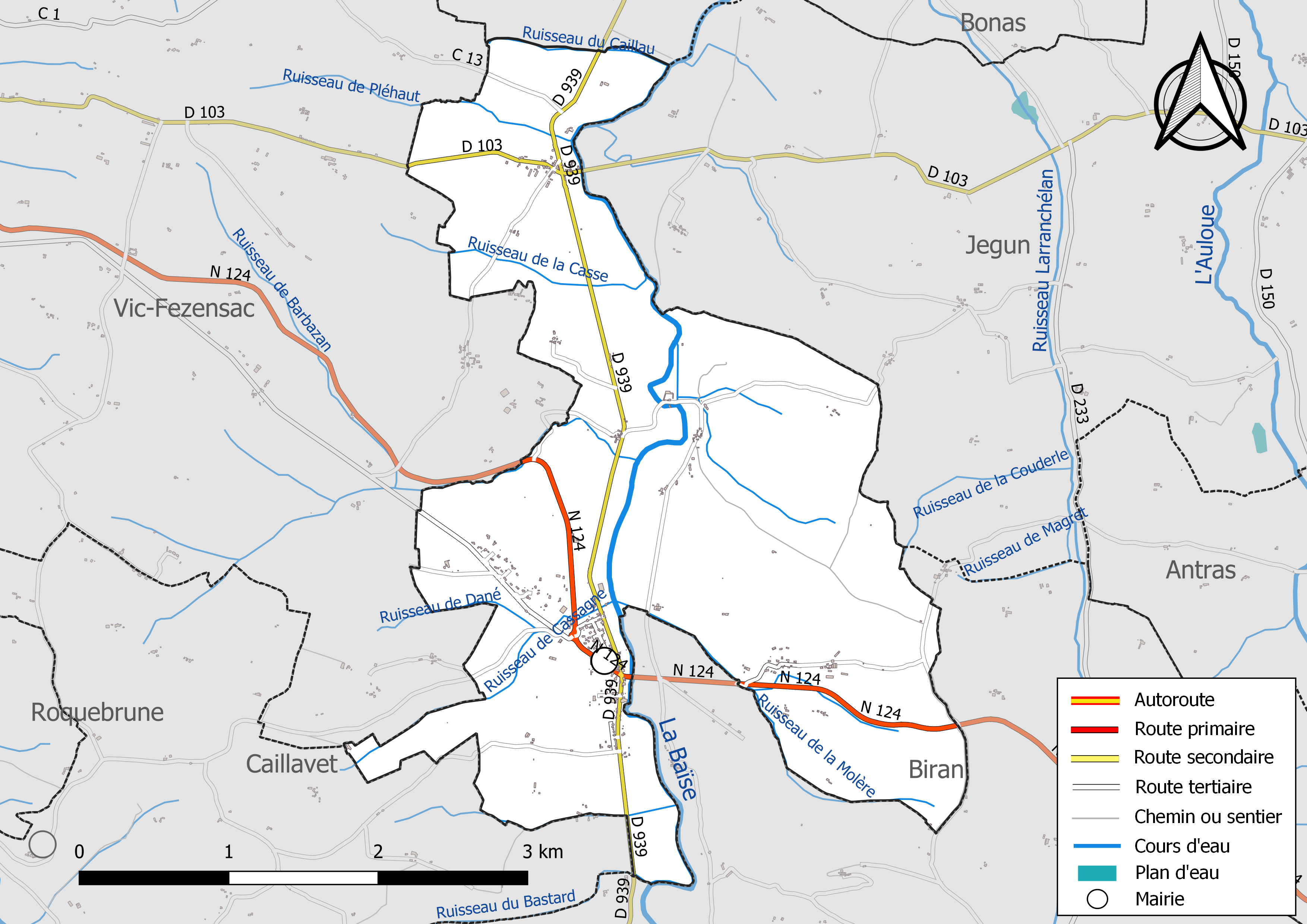
Réseaux hydrographique et routier de Saint-Jean-Poutge.

La commune est arrosée par la Baïse et ses nombreux  petits  affluents qui drainent les deux  versants. Au couchant, sur la rive gauche celui de Caillavet  et  Vic-Fezensac, au levant, sur la rive droite celui de  Biran et Jegun, 
1. Affluents de rive gauche: Les ruisseaux de Bastard, de Bordes formé des ruisseaux de Cassagne et de Dané, de Barbazan (anciennement : le Louichou), de La Casse, de Pléhaut, du Caillou.
2. Affluents de rive droite :  Les ruisseaux de la Molère formé  de la réunion des ruisseaux du Bascou et de Baron, du Grand Bois, de Martin, de Bilanchon, ce dernier servant  de limite avec Jegun.

Saint-Jean-Poutge était le terminus de la partie navigable de la Baïse. Le port, avec son quai de 150 mètres, pouvant accueillir trois bateaux, était installé rive droite, sur un terrain appartenant à la commune de Biran. Le port accueillit les premières barques en 1877.

### Climat
Pour des articles plus généraux, voir Climat de l'Occitanie et Climat du Gers.
En 2010, le climat de la commune est de type climat du Bassin du Sud-Ouest, selon une étude s'appuyant sur une série de données couvrant la période 1971-2000. En 2020, Météo-France publie une typologie des climats de la France métropolitaine dans laquelle la commune est exposée à un climat océanique altéré et est dans la région climatique Aquitaine, Gascogne, caractérisée par une pluviométrie abondante au printemps, modérée en automne, un faible ensoleillement au printemps, un été chaud (19,5 °C), des vents faibles, des brouillards fréquents en automne et en hiver et des orages fréquents en été (15 à 20 jours).
Pour la période 1971-2000, la température annuelle moyenne est de 13,5 °C, avec une amplitude thermique annuelle de 15,5 °C. Le cumul annuel moyen de précipitations est de 808 mm, avec 9,8 jours de précipitations en janvier et 6,1 jours en juillet. Pour la période 1991-2020, la température moyenne annuelle observée sur la station météorologique la plus proche, située sur la commune de Beaucaire à 13 km à vol d'oiseau, est de 13,8 °C et le cumul annuel moyen de précipitations est de 775,9 mm,. Pour l'avenir, les paramètres climatiques de la commune estimés pour 2050 selon différents scénarios d’émission de gaz à effet de serre sont consultables sur un site dédié publié par Météo-France en novembre 2022.

### Milieux naturels et biodiversité

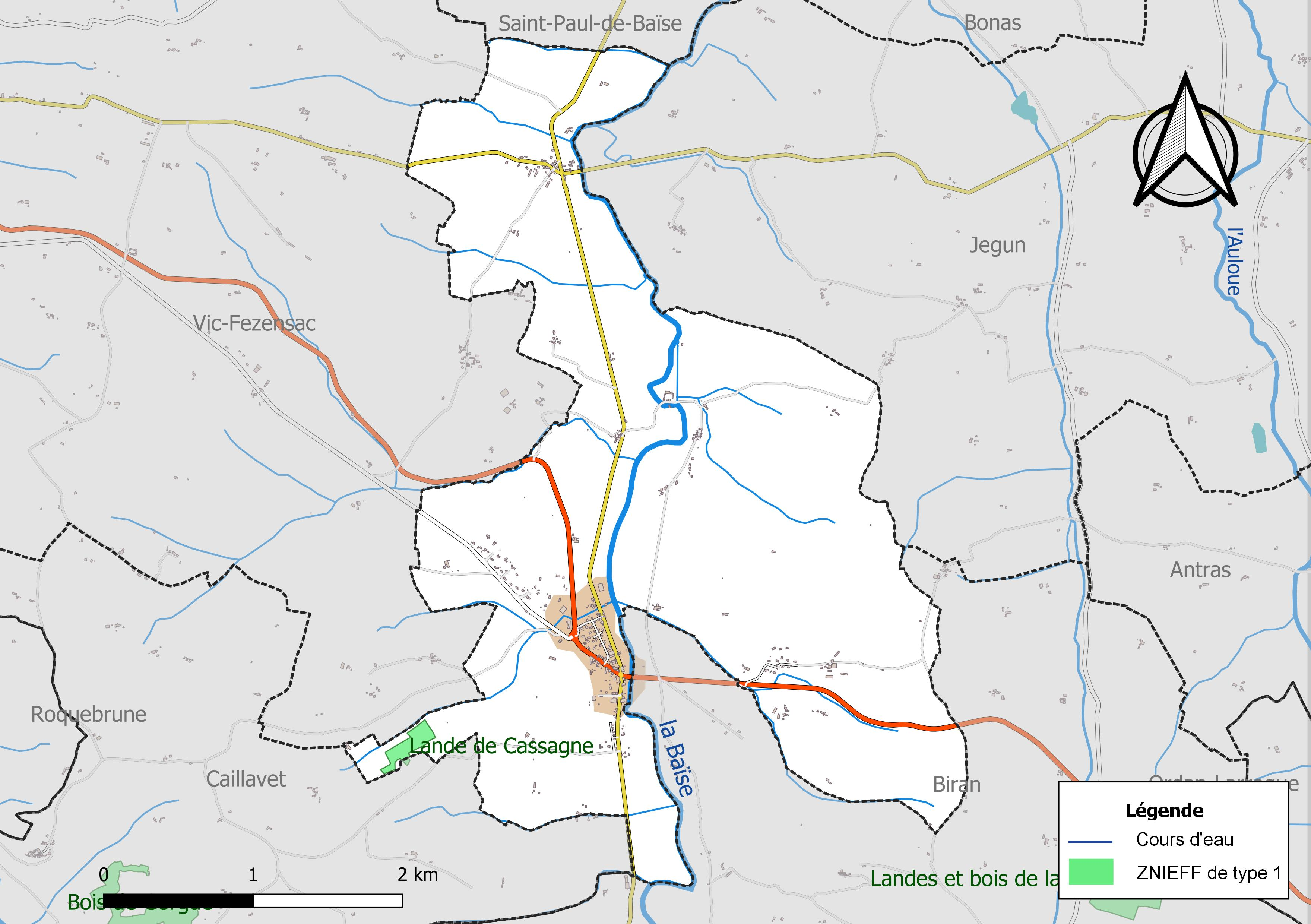
Carte de la ZNIEFF de type 1 localisée sur la commune.

L’inventaire des zones naturelles d'intérêt écologique, faunistique et floristique (ZNIEFF) a pour objectif de réaliser une couverture des zones les plus intéressantes sur le plan écologique, essentiellement dans la perspective d’améliorer la connaissance du patrimoine naturel national et de fournir aux différents décideurs un outil d’aide à la prise en compte de l’environnement dans l’aménagement du territoire.
Une ZNIEFF de type 1 est recensée sur la commune :
la « lande de Cassagne » (4 ha), couvrant 2 communes du département.

## Urbanisme

### Typologie
Au 1er janvier 2024, Saint-Jean-Poutge est catégorisée commune rurale à habitat très dispersé, selon la nouvelle grille communale de densité à sept niveaux définie par l'Insee en 2022.
Elle est située hors unité urbaine. Par ailleurs la commune fait partie de l'aire d'attraction d'Auch, dont elle est une commune de la couronne,. Cette aire, qui regroupe 112 communes, est catégorisée dans les aires de 50 000 à moins de 200 000 habitants,.

### Occupation des sols

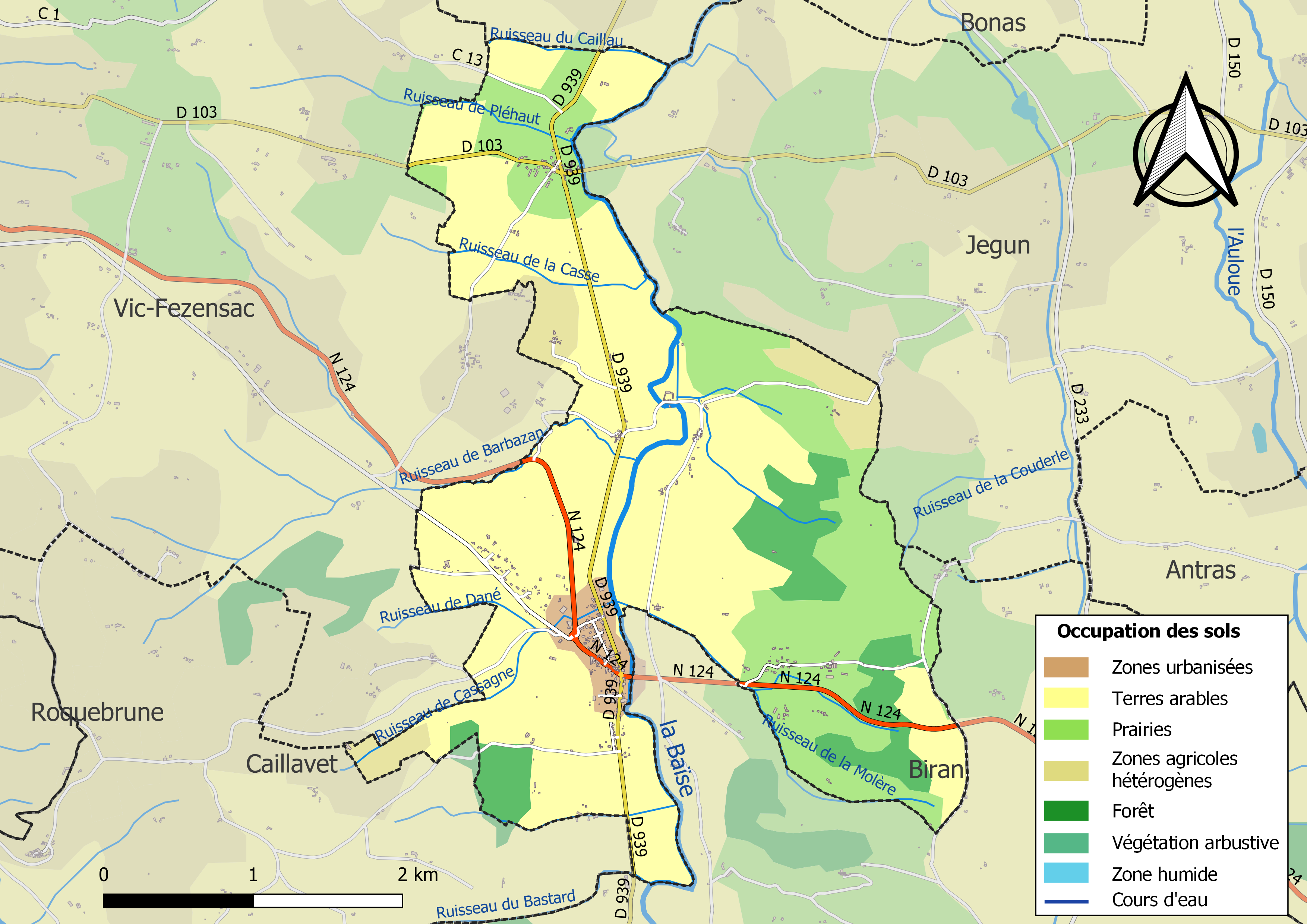
Carte des infrastructures et de l'occupation des sols de la commune en 2018 (CLC).

L'occupation des sols de la commune, telle qu'elle ressort de la base de données européenne d’occupation biophysique des sols Corine Land Cover (CLC), est marquée par l'importance des territoires agricoles (87 % en 2018), en diminution par rapport à 1990 (88,5 %). La répartition détaillée en 2018 est la suivante : 
terres arables (57,6 %), prairies (24,6 %), forêts (8,8 %), zones agricoles hétérogènes (4,8 %), zones urbanisées (4,2 %). L'évolution de l’occupation des sols de la commune et de ses infrastructures peut être observée sur les différentes représentations cartographiques du territoire : la carte de Cassini (XVIIIe siècle), la carte d'état-major (1820-1866) et les cartes ou photos aériennes de l'IGN pour la période actuelle (1950 à aujourd'hui).

### Voies de communication et transports
Lignes de diligences: au XIXe siècle, l'ancienne route nationale 639 et la route nationale 124 étaient chacune desservie par une ligne de diligence qui se croisaient à Saint-Jean-Poutge. Le maire devait désigner le maître de poste du relai de chaque ligne. (source: registre de délibération du conseil municipal)
Commencée sous Henri IV jusqu'à Nérac, la canalisation de la Baïse ne sera poursuivie qu'au XIXe siècle. D'abord jusqu'à Condom en 1840, jusqu'à Beaucaire en 1868. Il faut attendre  décembre 1877 pour voir accoster les premières barques à Saint-Jean-Poutge. Prévue jusqu'à Mirande par une loi du 31 décembre 1846, la canalisation  s'arrêta à Saint-Jean-Poutge par décision ministérielle du 25 février 1861. Avec  4,30 m de largeur et 28 m de longueur, les écluses  permettaient  la circulation de gabarres à fond plat, chargées de 80 tonnes de marchandises. Les premières accostèrent en décembre 1877. Un quai, long de 150 mètres pouvait accueillir trois bateaux alignés.
Les bateaux transportent vers Bordeaux, via le canal latéral à la Garonne et parfois vers Toulouse les produits locaux : vins, eaux de vie, céréales, farines, bois. A la remontée, ils  amènent  des matériaux lourds: fer, charbon, ciments, gravier de Garonne et des produits plus rares: huiles, poissons séchés, produits coloniaux, pétrole. Les retombées économiques sur le village ne tardent pas. Le commerce et l'artisanat liés à la navigation se développent : vente de chevaux et de mules pour la traction, selliers, bourreliers, forgerons, rouliers, réparations des bateaux, auberges et hôtels.. Après le développement rapide les premières années, 60 bateaux transportent en moyenne 5000 tonnes de fret chaque année, la navigation souffre ensuite de la crise du phylloxéra. Elle connaît une  baisse pendant la guerre de 14-18 puis un inexorable déclin dû  à la concurrence du rail et de la route. La Baïse sera définitivement déclassée en 1954.
Transport ferroviaire:: Tout au long de la seconde moitié du XIXe siècle, le conseil municipal fut informé à plusieurs reprises d'un projet qui resta dans les cartons, la traversée de son territoire par une voie ferrée Condom-Mirande par la vallée de la Baïse. Il fallut attendre 1925 pour voir la ligne la ligne d'Eauze à Auch traverser la commune au niveau de Pléhaut. Un premier projet faisait passer cette  ligne par Ordan-Laroque et la vallée de l'Auloue avec une gare au pied du village.

### Risques majeurs
Le territoire de la commune de Saint-Jean-Poutge est vulnérable à différents aléas naturels : météorologiques (tempête, orage, neige, grand froid, canicule ou sécheresse), inondations et séisme (sismicité très faible). Un site publié par le BRGM permet d'évaluer simplement et rapidement les risques d'un bien localisé soit par son adresse soit par le numéro de sa parcelle.
Certaines parties du territoire communal sont susceptibles d’être affectées par le risque d’inondation par débordement de cours d'eau, notamment la Baïse. La cartographie des zones inondables en ex-Midi-Pyrénées réalisée dans le cadre du XIe Contrat de plan État-région, visant à informer les citoyens et les décideurs sur le risque d’inondation, est accessible sur le site de la DREAL Occitanie. La commune a été reconnue en état de catastrophe naturelle au titre des dommages causés par les inondations et coulées de boue survenues en 1993, 1999, 2000, 2009 et 2014,.

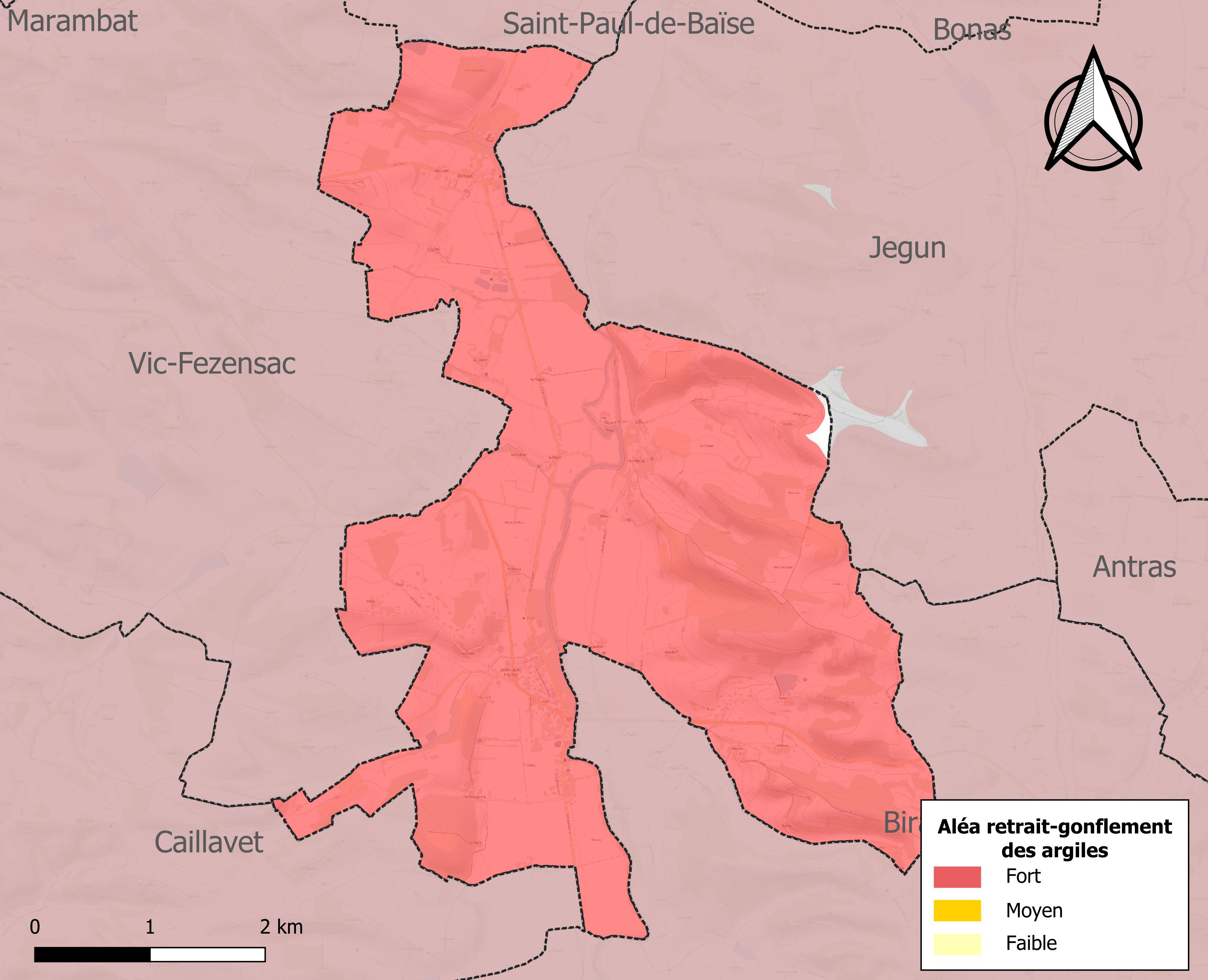
Carte des zones d'aléa retrait-gonflement des sols argileux de Saint-Jean-Poutge.

Le retrait-gonflement des sols argileux est susceptible d'engendrer des dommages importants aux bâtiments en cas d’alternance de périodes de sécheresse et de pluie. 99,8 % de la superficie communale est en aléa moyen ou fort (94,5 % au niveau départemental et 48,5 % au niveau national). Sur les 175 bâtiments dénombrés sur la commune en 2019, 175 sont en aléa moyen ou fort, soit 100 %, à comparer aux 93 % au niveau départemental et 54 % au niveau national. Une cartographie de l'exposition du territoire national au retrait gonflement des sols argileux est disponible sur le site du BRGM,.
Par ailleurs, afin de mieux appréhender le risque d’affaissement de terrain, l'inventaire national des cavités souterraines permet de localiser celles situées sur la commune.
Concernant les mouvements de terrains, la commune a été reconnue en état de catastrophe naturelle au titre des dommages causés par la sécheresse en 1989, 1993, 2011 et 2017 et par des mouvements de terrain en 1999.

## Toponymie
La commune de Saint-Jean-Poutge est souvent confondue avec son homonyme Saint-Jean-Poudge (Pyrénées-Atlantiques), dont la prononciation est pratiquement identique.
- L'origine du nom poutge : Selon une large majorité d'historiens locaux, une poutge, pouche ou potge désigne une voie très ancienne, parallèle à la rivière et tracée au pied du coteau, généralement rive droite. Poutge ou pouche serait alors un mot de la famille de podium pour en désigner le pied. On trouve une pouche à Boulogne sur Gesse, à Simorre et Saramon le long de la Gimone, à Lamaguère, le long de l'Arratz, au pied de Monbert au bord de la Baïse, de le Baïse, à Monclar/l'Osse[19].
- Le nom Saint-Jean-Poutge est formé de la réunion du nom de la paroisse Saint-Jean et de la poutge voisine qui passait à proximité. Celle-ci est une  ancienne vieille voie d'origine gallo- romaine qui court sur la rive droite de la Baïse et  relie les Pyrénées à la vallée de Garonne. On peut objecter que  la poutge est rive droite et le village sur rive gauche.

## Histoire

### Antiquité
Le relais routier antique de la mutatio Vanesia, mentionné dans l’Itinéraire de Bordeaux à Jérusalem par l'Anonyme de Bordeaux (333 apr. J.-C.) a été identifié sur le site de La Molère. Après plusieurs campagnes de  fouilles, il a été rendu à la culture en septembre 2013. Il s'agit d'un rare ensemble de vestiges d'un relais routier qui atteste de la circulation sur les voies de l'Empire romain. C'était le seul relais qui se trouvait entre les villes d'Elusa (Eauze) et Auscius (Auch) sur la Via Aquitania (le tracé de cette voie est habituellement décrit pour l'essentiel en rive droite de Garonne en partant de Burdigala (Bordeaux) jusqu'à Agen, l'anonyme en 333 décrit un parcours officiel entre Burdigala et Tolosa qui est celui des étapes du cursus publicus, c'est soit un tracé parallèle ou l'évolution de la Via Aquitania au IVe siècle).
Cette station du cursus publicus était situé à 12 lieues gauloises (environ 27 km) de la Civitas Elusa (Eauze) et à 8 lieues (environ 18 km) de la Civitas Auscius (Auch). La distance à vol d'oiseau de ces deux villes est de 45 km attestant de la rectitude de cette voie romaine. La proximité nécessaire d'un point d'eau pour toute mutatio et le nom latin de la Baïse ont facilité les recherches des vestiges en proximité de la rivière. L'intérêt archéologique de cette mutatio réside dans sa rareté, en effet, il n'existe que peu d'exemples de fouilles détaillées de ce type de stations au contraire des mansiones (décrites dans tous les itinéraires antiques) ou bien des villes (civitas) de tailles bien plus importantes.
Une première campagne de prospection en 1999 a permis de localiser ce qui pouvait être la station recherchée en rive droite. De plus, profitant de la période de sécheresse une prospection aérienne a révélé le plan des bâtiments antiques ce qui a contribué à entreprendre dès 2009 des fouilles préliminaires sur le base de 4 sondages mais aussi de mettre en évidence la voie romaine qui faisait de l'ordre de 7 mètres de large et était revêtue de gros blocs de calcaire. En 2010, un grand décapage de 650 mètres carrés a permis de révéler les différents corps de bâtiment, une partie pour l'activité  chevaux et chariots et une autre partie pour l'accueil des voyageurs avec des thermes séparées par une grande cour. Ces fouilles ont mis en évidence également des outils et des pièces de monnaie.
En 2012, les travaux ont permis de déterminer que les premiers bâtiments datent de la période d'Auguste mais que l'essentiel des fouilles concernent la période Flavienne, les thermes ayant sensiblement évolués en plusieurs étapes de cette première période jusqu'au début du Ve siècle. Les cours qui accueillaient les animaux et les charrettes étaient protégées par des toitures. Une dernière campagne de fouilles a eu lieu en 2013 puis le site a été restitué à son activité agricole. Le rapport final détaille l'ensemble des découvertes archéologiques faites sur ce site.

### Au delà
Le territoire actuel de la commune résulte de la réunion de quatre anciennes seigneuries: Pléhot (orthographe ancienne), Herrebouc, La Molère et Saint-Jean-Poutge.
Pléhaut: Le château est aujourd'hui une propriété privée, convertie en chambres d'hôtes. Il conserve dans sa partie nord, une tour féodale, fief d'une branche des Ferrabouc sur laquelle  on possède peu de documents. Plus tard, le château et la  seigneurie revint par mariage à la famille Du Mayne ou Dumaine issue de la salle de Nalies en Vic Fezensac. Le 16 octobre 1698, l'intendant de Montauban rendit un jugement qui reconnut la noblesse de cette famille au vu des documents qui remontaient à 1496. En janvier 1789, Joseph-Marie du Mayne, dernier représentant de la lignée  vend le château et le seigneurie à Blaise Delort, magistrat Vic Fezensac. Le fils de ce dernier, le  général d'Empire Marie-Joseph, Raymond Delort se retira au château après Waterloo et revendit le domaine en 1827 au magistrat condomois Jean-Baptiste Salle Estradère. La paroisse de Pléhaut est devenue l'une des 950 communes du Gers, créées le 14 décembre 1790. Elle a conservé son autonomie jusqu'en 1839, où un décret du roi Louis-Philippe la rattacha à Saint-Jean-Poutge.
La Molère : Cette petite seigneurie  dont le château est située à l'intersection de deux voies romaines et à proximité du relais de la station de Vanesia, perdit très tôt son autonomie. Au hasard des ventes et mariages, elle fut rattachée à Herrebouc ou à Saint-Jean-Poutge. En dernier lieu, Françoise de Monlezun, épouse de Bernard de Pardaillan, vendit la Molère à Verduzan seigneur de Herrebouc en 1640.
Herrebouc: Les historiens supposent qu'il existait un château primitif à proximité du hameau de même nom. Le château  actuel, fin XIIIe, début XIVe siècle, s'élève au bord de la Baïse pour protéger le moulin construit à la même époque. C'est une tour carrée de 13 m de côté et 16 m de hauteur, aux murs de 1,60  mètre d' épaisseur construit à l'angle d'un vaste quadrilatère fermé par  des bâtiments agricoles. Il possédait une église dans son angle sud-ouest, construite en 1613 et dont il ne reste que le mur sud percé de trois ouvertures. Le château, construit par la famille Ferrabouc, passa aux mains de familles prestigieuses: les Castelbajac, les Verduzan qui lui donnèrent son visage actuel. Roger, le dernier de la lignée le vendit en 1780 à son beau-frère Anthoine de Cours qui n'ayant pas émigré le conserva  pendant la Révolution. Puis sa fille Anne, épouse d'Abbadie de Saint-Germain, puis  leur fille Charlotte épouse du marquis de Dampierre et le fils de ce dernier, le comte de Dampierre. En 1852, le château et les terres sont achetés par Philippe Dieuzède. Sa sœur Catherine en hérite puis il change trois fois de main par héritage féminin : Jeanne, épouse Dat puis Marie, épouse Amiot puis Marie-Louise, épouse Massenet. En 1940, il est acheté par Jean Charles Detheuil, en 1949 par Pierre  Lagaillarde puis son fils Jean. En 1999, il devient propriété d' Henri Fitte dont les  remarquables restaurations ont redonné au château un lustre perdu depuis longtemps car, déserté par les propriétaires successifs, le château n'avait été habité pendant 150 ans que de simples fermiers.
Le hameau de Herrebouc s'est développé à une centaine de mètres au sud -ouest du château. en 1860, il comptait 60 habitants avec quatre  propriétaires agriculteurs, plusieurs artisans : trois charpentiers, un meunier, un presseur d'huile, un terrassier, un barbier et même une sage femme. l
Saint-Jean-Poutge: Au fil de l'histoire, cette seigneurie occupa souvent un rôle de premier plan grâce à sa situation géographique et à la personnalité de plusieurs de ses seigneuro. Elle possédait un château féodal dont il ne reste pas une pierre entre route et Baïse à la sortie sud du village et une tour du seigneur dans le vieux village en bordure du gué de la Baïse. Un second château, à allure de grosse ferme fut construit au XVIIIe siècle.
Les plus anciens documents retrouvés attribuent la seigneurie à la famille de Luppé dont Fortaner, le dernier de la lignée à Saint-Jean-Poutge, attribua les "coutumes " aux habitants le 3 février 1305. En 1310, la seigneurie est vendue aux Montlezun de Saint-Lary. Vers 1420, Jean de Montlezun, auteur des Montlezun de Saint-Jean-Poutge, reçut la seigneurie en apanage. Ses descendants la conserveront jusqu'en 1654. A cette date, Françoise de Montlezun, la dernière de la lignée, épouse  de  Pardaillan, sans postérité, testa en faveur de son neveu Jean-Louis de Pardaillan, seigneur de Séailles.
En 1724, Pierre-Apulée, le fils de ce dernier vendit la seigneurie à Antoine Sérignac de Belmont. Son fils Dominique. lui succéda. Le fils cadet de ce dernier, Charles de Sérignac, reçut Saint-Jean-Poutge en apanage. Après son émigration, en 1793, la seigneurie fut confisquée comme Bien national, divisée en 9 lots et vendue aux enchères.
La Révolution créa deux communes : Pléhaut (nouvelle orthographe) et Saint-Jean-Poutge avec la réunion de Herrebouc et La Molère.
Pendant son demi-siècle d'indépendance, Pléhaut  successivement sept maires :  en 1792 Bernard Lissagaray, en 1794  Joseph Grousselle, en 1797 Guillaume  Lissagaray (frère du précédent), en 1813  Jean-Baptiste Sansot, en 1830 Georges Dambau, en 1832 Bertrand Agut, en 1835 J. Baptiste Sansot. Le 5 août 1839, Louis-Philippe signe le décret du rattachement de Pléhaut à Saint-Jean-Poutge.

## Politique et administration

### Administration municipale
Le nombre d'habitants au recensement de 2011 étant compris entre 100 et 499, le nombre de membres du conseil municipal pour l'élection de 2014 est de onze,.

### Rattachements administratifs et électoraux
Commune faisant partie de l'arrondissement d'Auch de la communauté d'agglomération Grand Auch Cœur de Gascogne et du canton de Fezensac (avant le redécoupage départemental de 2014, Saint-Jean-Poutge faisait partie de l'ex-canton de Vic-Fezensac) et avant le 1er janvier 2017 elle faisait partie de la communauté de communes Cœur de Gascogne.

## Population et société

### Démographie
L'évolution du nombre d'habitants est connue à travers les recensements de la population effectués dans la commune depuis 1793. Pour les communes de moins de 10 000 habitants, une enquête de recensement portant sur toute la population est réalisée tous les cinq ans, les populations de référence des années intermédiaires étant quant à elles estimées par interpolation ou extrapolation. Pour la commune, le premier recensement exhaustif entrant dans le cadre du nouveau dispositif a été réalisé en 2004.

En 2022, la commune comptait 310 habitants, en évolution de −4,91 % par rapport à 2016 (Gers : +1,04 %, France hors Mayotte : +2,11 %).
| 1793 | 1800 | 1806 | 1821 | 1831 | 1841 | 1846 | 1851 | 1856 |
| ---- | ---- | ---- | ---- | ---- | ---- | ---- | ---- | ---- |
| 258  | 225  | 246  | 299  | 280  | 420  | 419  | 423  | 404  |

| 1861 | 1866 | 1872 | 1876 | 1881 | 1886 | 1891 | 1896 | 1901 |
| ---- | ---- | ---- | ---- | ---- | ---- | ---- | ---- | ---- |
| 450  | 457  | 428  | 450  | 459  | 445  | 408  | 386  | 385  |

| 1906 | 1911 | 1921 | 1926 | 1931 | 1936 | 1946 | 1954 | 1962 |
| ---- | ---- | ---- | ---- | ---- | ---- | ---- | ---- | ---- |
| 369  | 362  | 346  | 313  | 301  | 287  | 287  | 309  | 329  |

| 1968 | 1975 | 1982 | 1990 | 1999 | 2004 | 2006 | 2009 | 2014 |
| ---- | ---- | ---- | ---- | ---- | ---- | ---- | ---- | ---- |
| 326  | 322  | 314  | 283  | 239  | 249  | 250  | 311  | 318  |

| 2019 | 2022 | - | - | - | - | - | - | - |
| ---- | ---- | - | - | - | - | - | - | - |
| 309  | 310  | - | - | - | - | - | - | - |

| selon la population municipale des années : | 1968 | 1975 | 1982 | 1990 | 1999 | 2006 | 2009 | 2013 |
| Rang de la commune dans le département      | 158  | 162  | 127  | 104  | 152  | 142  | 113  | 115  |
| Nombre de communes du département           | 466  | 462  | 462  | 462  | 463  | 463  | 463  | 463  |

### Enseignement
Saint-Jean-Poutge fait partie de l'académie de Toulouse.

### Activités sportives
Chasse, randonnée pédestre, pétanque

## Économie

### Revenus
En 2018  (données Insee publiées en septembre 2021), la commune compte 138 ménages fiscaux, regroupant 300 personnes. La médiane du revenu disponible par unité de consommation est de 21 000 € (20 820 € dans le département).

### Emploi
|                | 2008  | 2013  | 2018  |
| -------------- | ----- | ----- | ----- |
| Commune        | 4,4 % | 6,1 % | 7,1 % |
| Département    | 6,1 % | 7,5 % | 8,2 % |
| France entière | 8,3 % | 10 %  | 10 %  |

En 2018, la population âgée de 15 à 64 ans s'élève à 173 personnes, parmi lesquelles on compte 77,6 % d'actifs (70,6 % ayant un emploi et 7,1 % de chômeurs) et 22,4 % d'inactifs,. Depuis 2008, le taux de chômage communal (au sens du recensement) des 15-64 ans est inférieur à celui de la France et du département.
La commune fait partie de la couronne de l'aire d'attraction d'Auch, du fait qu'au moins 15 % des actifs travaillent dans le pôle,. Elle compte 57 emplois en 2018, contre 67 en 2013 et 56 en 2008. Le nombre d'actifs ayant un emploi résidant dans la commune est de 126, soit un indicateur de concentration d'emploi de 45,3 % et un taux d'activité parmi les 15 ans ou plus de 53,5 %.
Sur ces 126 actifs de 15 ans ou plus ayant un emploi, 28 travaillent dans la commune, soit 22 % des habitants. Pour se rendre au travail, 83,9 % des habitants utilisent un véhicule personnel ou de fonction à quatre roues, 1,6 % les transports en commun, 4,8 % s'y rendent en deux-roues, à vélo ou à pied et 9,7 % n'ont pas besoin de transport (travail au domicile).

### Activités hors agriculture

#### Secteurs d'activités
32 établissements sont implantés  à Saint-Jean-Poutge au 31 décembre 2019. Le tableau ci-dessous en détaille le nombre par secteur d'activité et compare les ratios avec ceux du département,.
| Secteur d'activité                                                     | Commune | Commune | Département |
| Secteur d'activité                                                     | Nombre  | %       | %           |
| ---------------------------------------------------------------------- | ------- | ------- | ----------- |
| Ensemble                                                               | 32      |         |             |
| Industrie manufacturière, industries extractives et autres             | 3       | 9,4 %   | (12,3 %)    |
| Construction                                                           | 8       | 25 %    | (14,6 %)    |
| Commerce de gros et de détail, transports, hébergement et restauration | 14      | 43,8 %  | (27,7 %)    |
| Activités financières et d'assurance                                   | 1       | 3,1 %   | (3,5 %)     |
| Administration publique, enseignement, santé humaine et action sociale | 5       | 15,6 %  | (12,3 %)    |
| Autres activités de services                                           | 1       | 3,1 %   | (8,3 %)     |

Le secteur du commerce de gros et de détail, des transports, de l'hébergement et de la restauration est prépondérant sur la commune puisqu'il représente 43,8 % du nombre total d'établissements de la commune (14 sur les 32 entreprises implantées  à Saint-Jean-Poutge), contre 27,7 % au niveau départemental.

#### Entreprises et commerces
La lecture des recensements, tout au long du XIXe siècle, permet d'évaluer les changements de l'économie locale. À partir de 1836, le village d'agriculteurs avec quelques rares artisans (Cordonnier, tisserand, meunier, charron, tuilier, forgeron, tonnelier, a vu disparaître peu à peu les agriculteurs et apparaitre une large majorité d'artisans et commerçants. Ces changements coïncident avec la rectification de la route nationale puis impériale entre Ordan et Vic vers 1850 et l'arrivée de la navigation dans la décennie 1870.
On vit d'abord apparaître deux auberges, un boucher, un boulanger, un épicier, un roulier, une foule de terrassiers, un médecin, un vétérinaire. Plus tard, ce sera un maréchal ferrant, uns second boulanger, des rouliers, un presseur d'huile, une troisième auberge, plusieurs couturières.. Le village connut un essor important avec l'arrivée de la navigation. Sa situation, au terminus de  la partie navigable de la Baïse  et au croisement de deux  grandes routes, en ont fait un important lieu d'échange de  marchandises importées et exportées. Les producteurs des environs expédiaient vers Bordeaux et  même Toulouse des vins et eaux de vie, des céréales et des farines, et même des bois et pierres de carrières pour la construction des ponts d'Aiguillon et Agen. Les commerçants du village des bourgs environnants venaient s'approvisionner en denrées coloniales, huiles, épices, poivre, tabacs, liqueurs et vins étrangers, draps, toiles de lin et de coton,, bière, faïence, verrerie, poissons séchés, pétrole lampant. Les entrepreneurs et négociants venaient de loin se fournir en  matériaux lourds et encombrants : fers, charbon, sable, gravier de Garonne, plâtre, chaux. Le village vit se développer des commerces et artisanats liés à la navigation :  hôtels et auberges pour mariniers et charretiers, écuries, maréchaux Ferrants, vétérinaires, commerce de chevaux et de mules  pour la tractions de bateaux.

### Agriculture
|               | 1988 | 2000 | 2010 | 2020 |
| ------------- | ---- | ---- | ---- | ---- |
| Exploitations | 15   | 11   | 12   | 8    |
| SAU (ha)      | 615  | 603  | nd   | 705  |

La commune est dans le Ténarèze, une petite région agricole occupant le centre du département du Gers, faisant transition entre lʼAstarac “pyrénéen”, dont elle est originaire et dont elle prolonge et atténue le modelé, et la Gascogne garonnaise dont elle annonce le paysage. En 2020, l'orientation technico-économique de l'agriculture  sur la commune est la polyculture et/ou le polyélevage. Huit exploitations agricoles ayant leur siège dans la commune sont dénombrées lors du recensement agricole de 2020 (15 en 1988). La superficie agricole utilisée est de 705 ha,,.

## Culture locale et patrimoine

### Lieux et monuments
- Château de Herrebouc (XIVe s.)[37],[38]. Récemment restauré, ses dépendances abritent une exploitation viticole.
- Château de Pléhaut : base féodale construite au confluent de la Baïse et de son affluent le ruisseau de ¨Pléhaut dans une zone très boisée d'où viendrait son nom primitif "Pleno folloe". La partie féodale est englobée dans un agrandissement du XVIIIe siècle, doublé au XIXe par Salle Estradère. Dros, propriétaire en 1940 a ajouté une tour en opposition totale au style du château.

La commune compte trois moulins à eau très anciens : Le petit moulin du Mouliot sur le ruisseau de Barbazan à l'ouest du hameau du Peyré. Ce fut le moulin à farine du château de Pléhot transformé en  moulin à huile après la Révolution. Actuellement gîte rural.
- Le moulin de Herrebouc, propriété de château. A fonctionné jusqu'aux années 1950, moulin à huile (huile de lin et huile de chanvre), a fonctionné au lieu-dit "LA HOUNT" au bas de la descente au nord du hameau de Herrebouc. En 1856, Louis Bessagnet construisit la maison et le moulin et s'installa "presseur d'huile". En 1872, son gendre Jean Dupont lui succéda et exploita le moulin jusqu'en 1890 où il devint fermier du moulin à farine de Herrebouc.
- Le moulin de Saint-Jean-Poutge construit vers 1310 par les moines de Lacazedieu sur un terrain donné par le seigneur de Saint-Jean-Poutge. Moulin à trois meules et moulin à foulon, Bien national à la Révolution, il fut acheté par Antoine Daubas, premier maire de la commune. Après 1840, il change plusieurs fois de propriétaires: le comte de Dampierre, châtelain de Herrebouc, en 1856, le meunier Jean-Baptiste Lacoste, puis son fils Antoine, Joséphine, la veuve de ce dernier. Puis Léon et Eugène Dauzère, respectivement frère et neveu de Joséphine Lacoste. En 1913, il est acheté par Adrien Mauroux. À partir de 1856, les propriétaires successifs ont ajouté une scierie puis  une boulangerie, des turbines pour produire électricité nécessaire à l'éclairage du moulin puis pour éclairer le village. D'abord les parties communes et la mairie puis les particuliers. Après 1900, le moulin bénéficie d'importantes modernisations techniques et devient progressivement l'une des plus importantes minoteries[réf. nécessaire] du département. Le moulin sera fermé en pleine production en 2008. La production d'électricité a été conservée

Le 3 mai 1944, le meunier Louis Mauroux, résistant de la première heure, est arrêté par la feldgendarmerie. Déporté, il mourra au camp de Mauthausen le 17 janvier 1945.
La commune a compté un quatrième moulin situé sur le ruisseau de Barbazan en amont du Mouliot. Ce fut un petit moulin féodal qui fonctionnait grâce à un lac. Les textes du XVIIIe siècle, conservés aux archives municipales, le désignent sous le terme de "moulin rompu" et ajoutent que le lac est comblé et rendu à la culture.
Dans la seconde moitié du XIXe siècle, un moulin à huile existait à Herrebouc, dans la maison dite à "La Hount". Il fut créé et exploité par la famille Bessagnet puis la famille Dupont, futur meunier du moulin à farine de Herrebouc. Ce moulin produisait une 'huile fine utilisée pour l'éclairage des maisons aisées et des églises. à partir de graines de lin.
- L'église Saint-Jean-Baptiste de Saint-Jean-Poutge est récente. Après sept années de travaux, elle est inaugurée et ouverte au culte le 8 décembre 1891. Construite sur des plans de l'architecte départemental, Francou, sur terrain acheté au sieur Joseph Delteil, elle remplace une très ancienne église romane qui s'élevait dans l'angle nord-ouest de l'actuel cimetière. L'ancienne église n'est démolie qu'après l'inauguration de la nouvelle. C'était une exigence du conseil municipal qui ne voulait pas priver ses administrés d'un lieu de culte.
- Chapelle Sainte-Marie-Madeleine de Pléhaut. La commune possède une chapelle à Pléhaut dédiée à Marie-Madeleine. Primitivement, elle s'élevait devant le château ; elle fut transférée avec son cimetière à la demande du châtelain et à ses frais en 1836 à l'emplacement actuel.

### Personnalités liées à la commune
- Jean-Paul Török, né le 17/10/1936 à Pléhaut (Saint-Jean-Poutge), mort à Valognes le 03/01/2017. Titulaire d'un doctorat 3e cycle en art et archéologie. Critique de cinéma, scénariste, animateur de radio, écrivain de science-fiction, professeur de narratologie.

### Héraldique
| Blason de Saint-Jean-Poutge | Blason  | D'or à la bande ondée de sinople chargée en chef d'un navire habillé d'argent et en pointe d'une roue à aubes du même; à la bordure de gueules chargée de quatre tours d'or, 1, 2 et 1. |
| Blason de Saint-Jean-Poutge | Détails | Le statut officiel du blason reste à déterminer. |